# 이자벨 베르트
이자벨 베르트(Isabell Werth, 1969년 7월 21일 ~ )는 독일 승마이자 마장마술 세계 챔피언으로 올림픽에 6번(1992, 1996, 2000, 2008, 2016, 2020) 참가하여 12개의 메달을 획득했으며 그 중 7개가 금메달이었다. 이로써 그녀는 헝가리 펜싱 선수인 게레비치 얼러다르와 뉴질랜드의 마크 토드를 제치고 첫 올림픽 메달과 마지막 올림픽 메달 사이의 최장 기간(2021년 도쿄 올림픽 기준으로 29년) 기록을 세웠다. 그녀는 승마 선수 중 가장 많은 올림픽 메달을 획득한 기록을 보유하고 있다.